# Strupków
Strupków (ukr. Струпків) – wieś na Ukrainie, w obwodzie iwanofrankiwskim, w rejonie kołomyjskim.